# Calliandra ganevii
Calliandra ganevii är en ärtväxtart som beskrevs av Rupert Charles Barneby. Calliandra ganevii ingår i släktet Calliandra och familjen ärtväxter. Inga underarter finns listade i Catalogue of Life.